# Omar Sowe (Imam)
Alhaji Omar Sowe (* um 1860 in Bathurst; † 1937 ebenda) war ein gambischer Imam. Er trug von 1923 bis zu seinem Tode 1937 den Titel Imam Ratib of Bathurst und war damit einer der wichtigsten islamischen Führer in Gambia.

## Familie
Sowe war Sohn von Abdourahman Sowe, einem der ersten Siedler von Bathurst, der in den 1870er Jahren zum ersten Almami der Moschee der Siedlung ernannt worden war. Sein Schwiegersohn Ousman Jeng wurde im März 1922 zum ersten muslimischen Mitglied im Legislativrat ernannt.

## Leben
Neben seiner Tätigkeit als Imam (auch der Begriff Almami von Bathurst wird verwendet) war er politisch aktiv und spielte eine wichtige Rolle in der Kommunalpolitik. Während sein Vor-Vorgänger Momadu N’Jai den National Congress of British West Africa kurzzeitig befürwortete, war er ein Gegner davon. Er war aber enger politischer Verbündeter von Ousman Jeng.
Als Sowe 1937 starb, wurde sein Neffe Mama Tumani Bah zu seinem Nachfolger gewählt.

## Auszeichnungen und Ehrungen
- Eine Straße in Banjul wurde nach ihm benannt.[1]